# Публій Корнелій Руфін (консул)
Публій Корнелій Руфін (лат. Publius Cornelius Rufinus) — давньоримський політичний, державний та військовий діяч Римської республіки, консул 290 до н. е. та 277 до н. е., диктатор близько 291 — 285 до н. е. Прапрадід Луція Корнелія Сулли.

## Біографія
Походив з роду Корнеліїв. Згідно Капітолійських фастів, він є сином Гнея, внуком Полібія. Втім, є версія, що він був сином Публія Корнелія Руфіна, диктатора 333 до н. е..
У 290 до н. е. обрано консулом під час Третьої Самнітської війни. За успішні бойові дії та вирішальну перемогу над самнітами удостоєний тріумфу.
У період між 291 та 285 до н. е. обіймав посаду диктатора, імовірно rei gerundae causa, тобто «для ведення війни».[джерело?]
У 277 до н. е. обраний консулом вдруге під час Піррової війни. Відзначився у битві за Кротон, що розташований на півострові Калабрія. Окрім Кротона захопив також Локри.
У 275 до н. е. був вигнаний цензором Гаєм Фабріціо Лусціном з сенату за порушення законів про розкіш — цензор виявив у нього більшу за дозволену за законом кількість срібних виробів.

## Діти
- Публій Корнелій Сулла — фламін Юпітера.